# گویمار
گویمار (به اسپانیایی: Güímar) یک شهرستان در اسپانیا با جمعیت ۱۸٬۴۴۵ نفر است که در جزایر قناری واقع شده‌است.